# 성담수
성담수(成聃壽, ?~?)는 조선 전기의 문신, 학자, 은일사이다.
그는 세조 때 단종 폐위에 분개하여 벼슬을 사직한 생육신의 한 사람이다. 자는 미수(眉叟) 또는 이수(耳叟), 호는 문두(文斗), 시호는 정숙(靖肅)이다. 성담년은 그의 친동생이며, 사육신의 한 사람인 성삼문의 6촌 동생이다. 명종 때의 정승 이기와 용재 이행은 그의 생질이다. 교리를 지낸 성희(成熺)의 아들이다. 본관은 창녕이다. 1782년 정조 때 이조판서에 추증되었다

## 생애
보문관대제학 석용(石瑢)의 증손으로, 할아버지는 성개(成槪)이고, 아버지는 홍문관교리를 지낸 성희(成熺)이며, 어머니 이씨는 호조판서를 지낸 이견기(李堅基)의 딸이다. 성승은 그의 당숙이고 성삼문은 그의 6촌 형이었다. 1450년(세종 32년)에 진사가 되었다.  그 후 세조는 그에게 참봉의 관직을 내렸지만 받지 않았다. 벼슬을 단념하고 경기도 파주시의 외진 곳에서 자연 속에 파묻혀 지내며 일생을 낚시와 독서로 소일했다. 사후 정숙(靖肅)의 시호가 내려졌다. 아버지 성희는 승문원 교리 등을 지냈다. 단종 복위 사건으로 성삼문 등이 사형당했으며, 그도 붙잡혀 혹독한 고문을 당했다. 이어 김해로 귀양 갔다가 3년 만에 겨우 풀려 나왔다.
세조는 참봉 등의 관직을 내렸는데 그는 세조가 자신을 감시하기 위한 뜻임을 간파하고 이를 거절하였다. 그 뒤 그와 함께 은거한 대표적인 신하 다섯 명인 김시습, 이맹전(李孟專), 원호, 조려(趙旅), 남효온, 유응부 등과 함께 사육신에 대비하여 생육신이라 불리기도 했다. 그의 사후 조선 성종 때 동생 성담년이 관직에 나가기도 했다.
1782년(정조 6)에 김시습(金時習)ㆍ원호(元昊)ㆍ남효온(南孝溫), 유응부 등과 함께 정조의 특명으로 이조판서에 추증되었고, 함안의 서산서원(西山書院)에 함께 봉향하였다. 창녕의 물계서원(勿溪書院)에 성송국(成松國), 성삼문, 성수침(成守琛), 성운(成運), 성제원(成悌元), 성혼(成渾) 등 성씨 일족들을 제향한 서원에 배향, 함께 제향되고 있다.

## 가족 관계
- 할아버지 : 성개(成槪)
  - 아버지 : 성희(成熺)
  - 어머니 : 이견기(李堅基)의 딸
    - 동생 : 성담년(成聃年), 성종 때 출사
    - 동생 : 성담명(成聃命)
    - 동생 : 성담령(成聃齡)
    - 동생 : 성담중(成聃仲)
    - 동생 : 성담로(成聃老)
    - 동생 : 성담기(成聃紀)

## 기타
사육신의 한 사람인 성삼문은 그의 6촌 형이고, 명종 때 을사사화를 날조하는데 가담한 이기는 그의 생질로, 여동생의 아들이었다.

## 같이 보기
| - 생육신 - 사육신 - 계유정난 - 세조 찬위 - 세종 - 단종 - 집현전 - 성희 - 성삼문 - 성승 - 김담 - 남효온 - 박팽년 - 이개 - 유성원 - 유응부 - 성삼빙 - 성삼고 | - 문종 - 세조 - 김시습 - 엄흥도 - 김담 - 김질 - 원호 - 민보흥 - 봉석주 - 유자미 - 하위지 - 하원 - 조려 - 김숙자 - 정보 - 신숙주 - 한명회 - 김문기 | - 동학사 - 조의제문 - 금성대군 - 안평대군 - 김종서 - 이맹전 - 이보흠 - 이수형 - 송석충 - 김종직 - 이득성 - 정창손 - 정여창 - 정인지 - 윤근수 - 윤두수 - 황보인 | - 성달생 - 성종 - 이기 |

## 참고 문헌
- 육신전